# 彼得·保羅·范·迪克
彼得·保羅·范·迪克（荷蘭語：Peter Paul van Dĳk）是荷兰动物学家，現任IUCN陸龜與淡水龜專家小組副主席。
以范迪克命名的物種：
- 缅甸小头鳖 Chitra vandijki[2][4]

## 學歷
1990年於愛爾蘭戈爾韋大學學院取得動物學學士學位，1998年於戈爾韋愛爾蘭國立大學取得動物學哲學博士資歷；期間曾於泰國朱拉隆功大學出任研究員，研究泰國西部龜隻的生態。與此同時，范迪克亦有參與世界多個保護龜類物種及濕地管理的計劃。